# Pat Boutette
Patrick Michael „Pat“ Boutette (* 1. März 1952 in Windsor, Ontario) ist ein ehemaliger kanadischer Eishockeyspieler, der im Verlauf seiner aktiven Karriere zwischen 1969 und 1985 unter anderem 802 Spiele für die Toronto Maple Leafs, Hartford Whalers und Pittsburgh Penguins in der National Hockey League (NHL) auf der Position des Centers bestritten hat.

## Karriere
Boutette begann seine Karriere zur Saison 1969/70 bei den London Knights in der Ontario Hockey Association (OHA). Nachdem er im Frühjahr 1970 ein Stipendium der University of Minnesota Duluth angeboten bekommen hatte, entschied sich der Stürmer für den als kanadischer Juniorenspieler unüblichen Weg, den Sprung in die National Hockey League (NHL) über den US-amerikanischen Collegesport zu bewerkstelligen. Der Offensivspieler verbrachte drei Jahre an der Universität und spielte während dieser Zeit parallel für das Universitätsteam Bulldogs in der Western Collegiate Hockey Association (WCHA), einer Division der National Collegiate Athletic Association (NCAA). Im Jahr 1972 wurde er sowohl im NHL Amateur Draft 1972 in der neunten Runde an 139. Stelle von den Toronto Maple Leafs aus der NHL als auch im WHA General Player Draft von den Miami Screaming Eagles aus der neu gegründeten World Hockey Association (WHA) ausgewählt.
Im Sommer 1973 brach Boutette sein Sportstudium vorzeitig ab und unterzeichnete einen Profivertrag bei den Toronto Maple Leafs. Die Maple Leafs setzten den Stürmer in den folgenden zwei Jahren zunächst bei den Oklahoma City Blazers in der Central Hockey League (CHL) ein. Nachdem er sich dort mit über 100 Scorerpunkten in fast 150 Spielen etabliert hatte, gelang ihm zur Saison 1975/76 der Sprung in den NHL-Kader Torontos. Dort bildete er zumeist eine Angriffsreihe mit Tiger Williams und Jack Valiquette, später mit Jerry Butler und Jimmy Jones. Nach insgesamt fünf Jahren in der kanadischen Metropole wurde Boutette kurz vor dem Jahreswechsel 1979/80 im Tausch für Bob Stephenson zu den Hartford Whalers transferiert. Bis dahin hatte er im Saisonverlauf lediglich vier Torvorbereitungen in 32 Einsätzen gesammelt.
In Hartford verbrachte der Kanadier seine beiden erfolgreichsten Spielzeiten in der NHL. Nachdem er für die Whalers im restlichen Verlauf der Saison 1979/80 in 47 Einsätzen 44-mal punktete, konnte er diese Leistungen mit 80 Punkten in ebenso vielen Einsätzen im folgenden Spieljahr bestätigen. Dennoch endete seine Zeit in Hartford bereits wieder Ende Juni 1981, nachdem die NHL-Ligaverantwortlichen entschieden hatten, dass die Hartford Whalers die Pittsburgh Penguins durch die Verpflichtung von Restricted Free Agent Greg Millen entschädigen mussten. In der Folge wechselte Boutette gemeinsam mit Kevin McClelland zu den Penguins. In Pittsburgh verbrachte Boutette drei weitere Spielzeiten in der NHL und bildete dort zumeist eine Angriffsreihe mit Paul Gardner und Rick Kehoe. Als sich seine Offensivproduktion über die Jahre sukzessive verschlechterte, wurde er November 1984 im Tausch für die Transferrechte an dem Finnen Ville Sirén zurück nach Hartford geschickt. Dort beendete er im Sommer 1985 nach zusätzlichen Einsätzen für das Farmteam Binghamton Whalers in der American Hockey League (AHL) im Alter von 33 Jahren seine Karriere als Aktiver.

### International
Für sein Heimatland nahm Boutette an der Weltmeisterschaft 1981 im schwedischen Göteborg teil. Dabei kam er in allen acht Turnierspielen der Kanadier zum Einsatz und erzielte dabei ein Tor. Zudem bereitete er ein weiteres vor. Das Turnier schloss die Mannschaft auf dem vierten Rang ab.

## Erfolge und Auszeichnungen
- 1973 WCHA Second All-Star Team
- 1973 NCAA West First All-American Team
- 1997 Aufnahme in die UMD Athletic Hall of Fame

## Karrierestatistik

### International
Vertrat Kanada bei:
- Weltmeisterschaft 1981

(Legende zur Spielerstatistik: Sp oder GP = absolvierte Spiele; T oder G = erzielte Tore; V oder A = erzielte Assists; Pkt oder Pts = erzielte Scorerpunkte; SM oder PIM = erhaltene Strafminuten; +/− = Plus/Minus-Bilanz; PP = erzielte Überzahltore; SH = erzielte Unterzahltore; GW = erzielte Siegtore; 1 Play-downs/Relegation; Kursiv: Statistik nicht vollständig)